# De Roostee
De Roostee is een landgoed in Vierhouten, ten zuiden van Nunspeet, tussen de Plaggeweg en het Eibertjespad.
Tot 1930 maakte dit landgoed van circa 50 hectare deel uit van het veelomvattende gebied van het Ronde Huis van Frank van Vloten. In 1930 kwam het terrein in bezit van de familie Droste. De naam De Roostee is een kwinkslag naar de naam van de eigenaar en het nabij gelegen Mythstee. Het landgoed is niet toegankelijk voor publiek. In het terrein liggen enkele vennen, waaronder de Witte Klap.